# Kjell Mattisson
Kjell Ingemar Mattisson, född 1 maj 1939 i Brännkyrka församling i Stockholm, död 28 januari 2011 i Gävle, var en svensk basist som  medverkat i flera band och orkestrar under 1950- och 1980-talet.
Hans musikaliska bana började på 1950-talet då han spelade basgitarr i Little Gerhards Rocking G-Men.
Med dem spelade han in bland annat "Buona Sera", "Den siste mohikanen", "Wake up little Susie" med flera. De turnerade flitigt i hela Sverige och även i Tyskland och Polen. Little Gerhard och hans Rocking G-men medverkade också i två Åsa-Nisse filmer.
Från 1950-talet och fram till början av 1980-talet engagerades han av olika kapellmästare, bland andra Lars Samuelson, Kjell Öhman, Marcus Österdahl, Mats Olsson och Sven-Olof Walldoff för att medverka på flera hundra grammofoninspelningar.

## Filmografi
- 1958 – Åsa-Nisse i kronans kläder – basgitarrist